# Brachycybe lecontii
Brachycybe lecontii är en mångfotingart som beskrevs av Charles Thorold Wood 1864. Brachycybe lecontii ingår i släktet Brachycybe och familjen Andrognathidae. Inga underarter finns listade i Catalogue of Life.